# Ковальський Тарас Володимирович
Тара́с Володи́мирович Кова́льський (нар. 14 листопада 1992 — пом. 29 жовтня 2015) — солдат 6-го окремого мотопіхотного батальйону «Збруч» Збройних Сил України, учасник російсько-української війни.

## Життєпис
Народився 1992 року в селі Завадівка Київської області, закінчив завадівську загальноосвітню школу, 2011-го — Володарський професійний аграрний ліцей. Протягом року проходив строкову військову службу.
23 квітня 2015 року мобілізований до лав Збройних Сил України. Солдат, механік-водій 6-го окремого мотопіхотного батальйону «Збруч» 44-ї окремої артилерійської бригади Сухопутних військ Збройних Сил України (військова частина польова пошта В0122).
29 жовтня 2015 року, ближче до вечора, через вибух боєприпасів на польовому складі ЗСУ у Сватовому виникла пожежа; від детонації осколки снарядів розліталися по місту, зазнало пошкоджень багато будівель. Загинули солдати Тарас Ковальський, Станіслав Майоренко та Анатолій Артеменко (тіла Артеменка та Майоренка знайшли 2 листопада). Були втрати й серед цивільних — 1 загиблий та 1 поранений.
Похований на кладовищі села Завадівка Київської області.
Без Тараса лишились батьки та двоє братів.

## Нагороди та вшанування
За особисту мужність, сумлінне та бездоганне служіння Українському народові, зразкове виконання військового обов'язку відзначений — нагороджений
- орденом «За мужність» ІІІ ступеня (16.1.2016, посмертно)[1]
- 1 вересня 2016 року на будівлі завадівського НВК відкрито меморіальну дошку Тарасу Ковальському.